# Station Lisie Pole
Station Lisie Pole is een spoorwegstation in de Poolse plaats Lisie Pole.